# Урбан I
Урба́н I (лат. Urbanus I; ? — 25 мая 230) — епископ Рима с 14 октября 222 года по 25 мая 230 года.

## Биография
Родился, умер и похоронен в Риме. Принимал участие в дискуссии об учении св. Ипполита. По легенде, молитвой разрушал идолов. Обратил в христианство множество людей. День памяти у католиков — 25 мая, у православных — 25 февраля (12 февраля по старому стилю).
Св. Урбан — покровитель виноградарей и виноделов.